# 宝塚市立図書館
宝塚市立図書館（たからづかしりつとしょかん）は、兵庫県宝塚市にある公共図書館。
宝塚市が管理運営する図書館には、中央図書館、西図書館の2館と中山台、山本南、小浜・安倉の3分室、移動図書館「すみれ号」がある。全館の蔵書数は694,848冊、年間貸出数は1,898,410冊である（2023年度統計）。

## 歴史
1966年（昭和41年）6月13日、自動車文庫「たから号」が巡回開始。1968年（昭和43年）には小規模な図書室が設置された。1975年（昭和50年）、「聖光文庫」設置。
1980年（昭和55年）3月29日、宝塚市立図書館条例が制定・公布され、10月2日に宝塚市立図書館が開館した。1981年（昭和56年）12月5日には西谷地区4か所に移動図書館が巡回開始。
1992年（平成4年）5月3日、中山台分室が開設された。1994年（平成6年）4月1日には、宝塚市立西図書館設置の条例が施行され、宝塚市立図書館が宝塚市立中央図書館に名称変更された。同年4月21日、宝塚市立西図書館開館。
1995年（平成7年）に発生した阪神・淡路大震災の際には図書館・分室・移動図書館のすべてが1か月以上の臨時休館を余儀なくされた。
2011年（平成23年）7月2日、山本南分室が東公民館内に開設。2館2室体制となった。

## 中央図書館
宝塚市立中央図書館は、宝塚市清荒神1丁目2-18にある宝塚市立図書館の中央図書館である。
宝塚市立文化施設ベガ・ホールと併設された建物で、阪急宝塚線清荒神駅南口すぐに位置している。鉄筋コンクリート一部鉄骨造の3階建、外壁はレンガ色。1階はガラス張りとなっており、阪急電車の走る様子を見ることができる。
1979年（昭和54年）9月28日に新築工事着工、翌1980年（昭和55年）7月31日の竣工を経て同年10月2日に宝塚市立図書館として開館した。1985年（昭和60年）7月25日には増改築工事着工、翌1986年（昭和61年）3月31日に竣工し、同年4月には調査相談室、第1・第2閲覧室、研修室、点字録音資料室が開設された。1994年（平成6年）4月1日、宝塚市立西図書館設置に伴い宝塚市立中央図書館に名称変更。
2023年度統計によると、図書355,904冊のほか、新聞・雑誌、点字・録音図書、AV資料を所蔵しており、宝塚市の図書館の中で最も大きな規模となっている。

### 聖光文庫
聖光文庫（せいこうぶんこ）は、宝塚市立中央図書館1階にあり、美術史・絵画・書・彫刻・工芸などの美術関係資料を保管・展示している。宝塚歌劇の資料も含まれる。清荒神清澄寺境内の鉄斎美術館は開館以来、入館料の全額を宝塚市に美術図書購入基金として寄付しており、この基金で運営されている。
1975年（昭和50年）4月、清荒神清澄寺が境内に鉄斎美術館を開館。この入館料の寄付を受けた市により、同年9月、勤労福祉会館内の逆瀬川公民館分室に図書室「聖光文庫」が設置された（のちに逆瀬川公民館に移転）。1980年（昭和55年）、市立図書館が建設された際に聖光文庫も市立図書館内に移転。2013年現在も中央図書館内にある。
入場・閲覧は無料だが、資料の貸出は行なっていない。

## 西図書館
宝塚市立西図書館は、宝塚市小林2丁目7-30にある宝塚市立図書館のひとつである。
阪急今津線小林駅の北東、徒歩3分ほどの位置にある。宝塚市立西公民館と共用の建物で、鉄筋コンクリート造4階建のうち1-2階部分が図書館となっている。傾斜地に建てられているため、2階に正面入り口がある構造になっている。
1993年（平成5年）11月30日に新築工事竣工。1994年（平成6年）4月1日、宝塚市立西図書館設置の条例が施行され、4月21日に開館。
2012年度統計によると図書190,384冊を所蔵しており、宝塚市立図書館の中では中央図書館に次ぐ規模となっている。また、新聞・雑誌、点字・録音図書、AV資料も所蔵されている。これら図書以外を所蔵しているのは、宝塚市立図書館では中央図書館とこの西図書館のみである。

## 分室
2020年（令和2年）11月時点で3分室が設置されている。

### 中山台分室
宝塚市立図書館 中山台分室は、宝塚市中山桜台5丁目15-2にある宝塚市立図書館の分室である。中山台コミュニティセンターの2階にある。
1992年（平成4年）5月3日に開設された。2010年（平成22年）4月1日より、窓口業務などが中山台コミュニティに委託されている。

### 山本南分室
宝塚市立図書館 山本南分室は、宝塚市山本南2丁目5-2にある宝塚市立図書館の分室である。阪急宝塚線山本駅の南、徒歩5分ほどの東公民館の1階にある。
2011年（平成23年）7月2日に開設された。

### 小浜・安倉分室
宝塚市立図書館 小浜・安倉分室は、宝塚市小浜1丁目2-1にある宝塚市立図書館の分室である。宝塚市役所とは武庫川を挟んだ対岸に立地する宝塚総合教育センターの1階にある。
2020年（令和2年）10月3日に開設された。

### 移動図書館
すみれ号は、宝塚市の移動図書館車である。2013年現在、市内の25か所を2週間に1度の割合で巡回している。2023年度統計によると51,249点を貸し出している。なお、スミレは宝塚市の市の花である。
1981年（昭和56年）12月5日に巡回開始。当初の巡回場所は西谷地区の4か所のみであったが、巡回場所を少しずつ増やしてきた（中山台分室、西図書館、山本南分室が開館した際にはそれぞれ近隣の巡回場所がいくつか廃止されている）。1985年（昭和60年）2月2日に「すみれ号」が愛称に決定。2003年（平成15年）4月1日からは運行管理が業務委託となった。
積載されているのは移動図書館車という性質上4,000冊ほどだが、市立図書館蔵書の予約をすみれ号やインターネット・電話で行えば、すみれ号で受け取ることができる。

## サービス
図書館の入館や閲覧はだれでも可能であるが、館外貸出には利用者登録が必要で、宝塚市内在住・在勤・在学者および阪神間7市1町（芦屋市・尼崎市・伊丹市・猪名川町・川西市・三田市・西宮市）在住者のみが可能となっている。宝塚市内には、返却ポスト・窓口が7か所設置されており、図書の返却が可能になっている。インターネット上での予約・取り置き、貸し出し状況の確認ができるサービスが展開されており、利用者登録をすることで利用することができる。
館外貸出
図書：10冊まで2週間
映像資料：貸出不可（館内鑑賞のみ）
有料郵送貸出
電話・インターネットで予約した本が、着払い郵便で郵送されるサービス。
無料郵送貸出　（育児・介護サポートサービス）
電話・インターネットで予約した本が、無料で郵送されるサービス（月1回）。育児や介護のため、図書館へ行くことができない市民が対象。